# Гаджо (фильм)
«Гаджо́» — российский художественный фильм Дмитрия Светозарова, вышедший в 1992 году.
Гаджо или гаджё (мн. ч. «гадже́») — в цыганской философии обозначение человека, не имеющего романипэ. Обычно «гаджо» практически означает «нецыган».
"Режиссер Дмитрий Светозаров захотел опрокинуть существующий в русской литературе миф о цыганах. В связи с этим в картине есть цитаты (перевернутые) из "Цыган" А.С.Пушкина, "Живого трупа" Л.Н.Толстого. "Но нет в фильме безысходности, - убежден режиссер - что-то должно произойти и в жизни страны, и в судьбе интеллигента в России. Фильм кончается под "Невечернюю", которую поет замечательная певица Алена Бузылева. Еще не вечер" 
("Кадр", С.-Петербург, 1993)

## Сюжет
Сюжет завязан на любви обычного человека и девушки цыганки из табора.

## Награды, номинации, фестивали
Участие на КФ «Кинотавр—93» (Сочи), «Большой конкурс» (Сочи—93); МКФ в Монреале—93: кино завтра (новые течения); ФФ в С.-Петербурге—93: новое кино Санкт-Петербурга.

## В ролях
- Сергей Бехтерев — Родион Чечунов
- Наташа Иноземцева - цыганка
- Николай Трофимов - отец Родиона Чечунова
- Акылбек Мураталиев - рэкетир
- Александр Кабан  - Паяла
- Валентин Букин - хозяин квартиры
- Евгений Баранов - посетитель ресторана
- Юрий Гончаров - собутыльник отца Родиона Чечунова
- Андрей Краско - посетитель ресторана
- Александр Завьялов - тубист